# K-173 Krasnojarsk
Krasnojarsk (rusko Красноярск) je bila jedrska podmornica z manevrirnimi raketami razreda Antej Ruske vojne mornarice. Poimenovana je bila po Krasnojarsku. Njen gredelj je bil položen 4. avgusta 1983, splavljena je bila 27. marca 1986, v uporabo pa je bila predana 31. decembra 1986. Projekt je razvil konstruktorski biro Rubin, glavni konstruktor pa je bil Igor Leonidovič Baranov. Razvoj razreda Granit se je začel leta 1969, na njegovi osnovi pa je bil razvit izboljšan razred Antej. Izboljšave se nanašajo na manjšo hrupnost, izboljšano elektronsko opremo in sedemlistni propeler namesto štirilistnega. Bila je del 10. divizije podmornic Tihooceanske flote v Viljučinsku.
Avgusta 1991 je pod poveljstvom kapitana 1. stopnje Arkadija Petroviča Jefanova skupaj s podmornico Čeljabinsk odplula na Tihooceansko floto čez Arktični ocean. Jefanov je leta 1994 postal heroj Ruske federacije.
Na Tihooceanski floti je opravila dve odpravi, nato pa je bila novembra 1995 dana v rezervo. 13. aprila 1999 je bila upokojena. V letih 2016–2017 je bila razrezana na Severovzhodnem remontnem centru.